# Івіно (Гагарінський район)
Івіно (рос. Ивино) — присілок Гагарінського району Смоленської області Росії. Входить до складу Родомановського сільського поселення.
Населення — 305 осіб. 